# Phytotartessus dimifensis
Phytotartessus dimifensis är en insektsart som beskrevs av Evans 1981. Phytotartessus dimifensis ingår i släktet Phytotartessus, och familjen dvärgstritar. Inga underarter finns listade i Catalogue of Life.